# Allan Macartney
William John Allan Macartney (ur. 17 lutego 1941 w Akrze, zm. 25 sierpnia 1998 w Aberdeen) – brytyjski i szkocki polityk, politolog i nauczyciel akademicki, jeden z liderów Szkockiej Partii Narodowej, poseł do Parlamentu Europejskiego IV kadencji, rektor University of Aberdeen.

## Życiorys
Urodził się w Afryce w Ghanie. Kształcił się na uniwersytetach w Tybindze i Marburgu, a następnie w Edynburgu i Glasgow. Od 1963 do 1964 był nauczycielem w szkole średniej w Nigerii, w latach 1966–1974 wykładał administrację na Uniwersytecie Botswany, Lesotho i Suazi. Po powrocie do Wielkiej Brytanii przez blisko 20 lat do 1994 był pracownikiem naukowym na Open University, wykładał także na Uniwersytecie Edynburskim. W 1997 wybrany na rektora University of Aberdeen.
Długoletni działacz Szkockiej Partii Narodowej, był rzecznikiem partii do spraw międzynarodowych (od 1987) i zastępcą lidera SNP (od 1992). Z ramienia szkockich narodowców w 1994 uzyskał mandat eurodeputowanego, był wiceprzewodniczącym Komisji ds. Rybołówstwa. Zmarł w trakcie kadencji.
Był żonaty, miał dwóch synów i córkę.